# Apogon schlegeli
 Apogon schlegeli és una espècie de peix de la família dels apogònids i de l'ordre dels cipriniformes que es troba al nord-oest del Pacífic.